# Château de Lillebonne
Le château de Lillebonne est un ancien château fort, du XIe siècle, reconstruit au XIIe siècle et remanié au XIIIe siècle, aujourd'hui ruiné, dont les vestiges se dressent sur le territoire de la commune française de Lillebonne dans le département de la Seine-Maritime, en région Normandie. Ses vestiges sont partiellement classés au titre des monuments historiques.

## Localisation
Les ruines du château sont situées à 350 mètres à l'est de l'église Notre-Dame de Lillebonne, dans le département français de la Seine-Maritime.

## Historique
Site de l'importante cité gallo-romaine de Juliobona, Lillebonne devient au XIe siècle un des lieux préférés des ducs de Normandie, dont Guillaume le Conquérant, qui y présida plusieurs conciles dont notamment celui où fut décidée la conquête de l'Angleterre. C'est Guillaume qui construisit le premier château. C'est probablement Henri Ier Beauclerc, qui rajouta la grande salle romane, ressemblant à la salle de l'Échiquier du château de Caen.
Le château, après avoir été donné au comte de Boulogne, Renaud de Dammartin, revient à Philippe Auguste. C'est ce dernier qui fait construire le gros donjon cylindrique, son fossé, avec la chemise.
Au XIIIe siècle, la forteresse est entre les mains de la famille d'Harcourt, qui après la guerre de Cent Ans modifia le dernier niveau du donjon en y installant une plate-forme pour l'artillerie.
Le château sera ensuite laissé à l'abandon, et en 1760, le plomb de la terrasse du donjon est vendu provoquant l'effondrement de la voûte terminale à la suite des infiltrations d'eau. Les bâtiments servent de carrières de pierre, les courtines rasées au niveau de la cour intérieure, les tours abattues. En 1869, le donjon est restauré et une maison d'habitation moderne est construite sur la courtine nord.

## Description

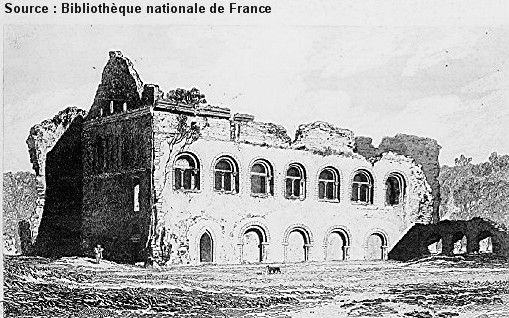
Château de Lillebonne par Cotman, 1822 (la grande salle) - Illustration du livre Architectural Antiquities of Normandy.

Cet ancien château des ducs de Normandie fut implanté à l'angle de l'ancienne cité gallo-romaine. Le château des origines se compose encore d'une vaste enceinte linéaire de fossés et de palis avec des bastions aux endroits les plus vulnérables. Le donjon construit sur une motte, isolé au centre de l'enceinte extérieure, ne sert que d'ultime réduit.
Après l'annexion de la Normandie et son rattachement au domaine royal en 1204, Philippe Auguste fait édifier dans le château préexistant un second donjon de forme cylindrique, avec ses trois niveaux voûtés d'ogives, sur l'enceinte même. C'est cette tour maîtresse qui subsiste de nos jours, et qui a été modifiée dans ses parties hautes au XVe siècle. Séparée du reste du château par un fossé, elle était accessible par deux portes piétonnes à pont-levis, diamétralement opposées. La tour octogonale date de la fin du XIIIe siècle ; elle peut être attribuée à Jean II d'Harcourt. La tour du Chartrier du XIIIe siècle a été transformée vers 1870 ; le magnifique logis roman, qui datait probablement d'Henri II, a été définitivement détruit en 1832, et une maison de maître a été construite dans l'enceinte du château par Théodore Huchon (1824-1895), vers 1870, pour le propriétaire Pierre Gustave Langer, sur le modèle du « château des Aygues » d'Étretat, construit quelques années auparavant pour Amédée Boyer (1805-1875), le propriétaire de l'eau de Mélisse.

## Protection
Au titre des monuments historiques :
- le donjon est classé par liste de 1862 ;
- les sol des parcelles avec les vestiges archéologiques qu'elles contiennent ; la totalité de la tour dite du Chartrier, de la tour octogonale et de l'enceinte sont classés par arrêté du 7 mai 1990.